# Johnny Fox

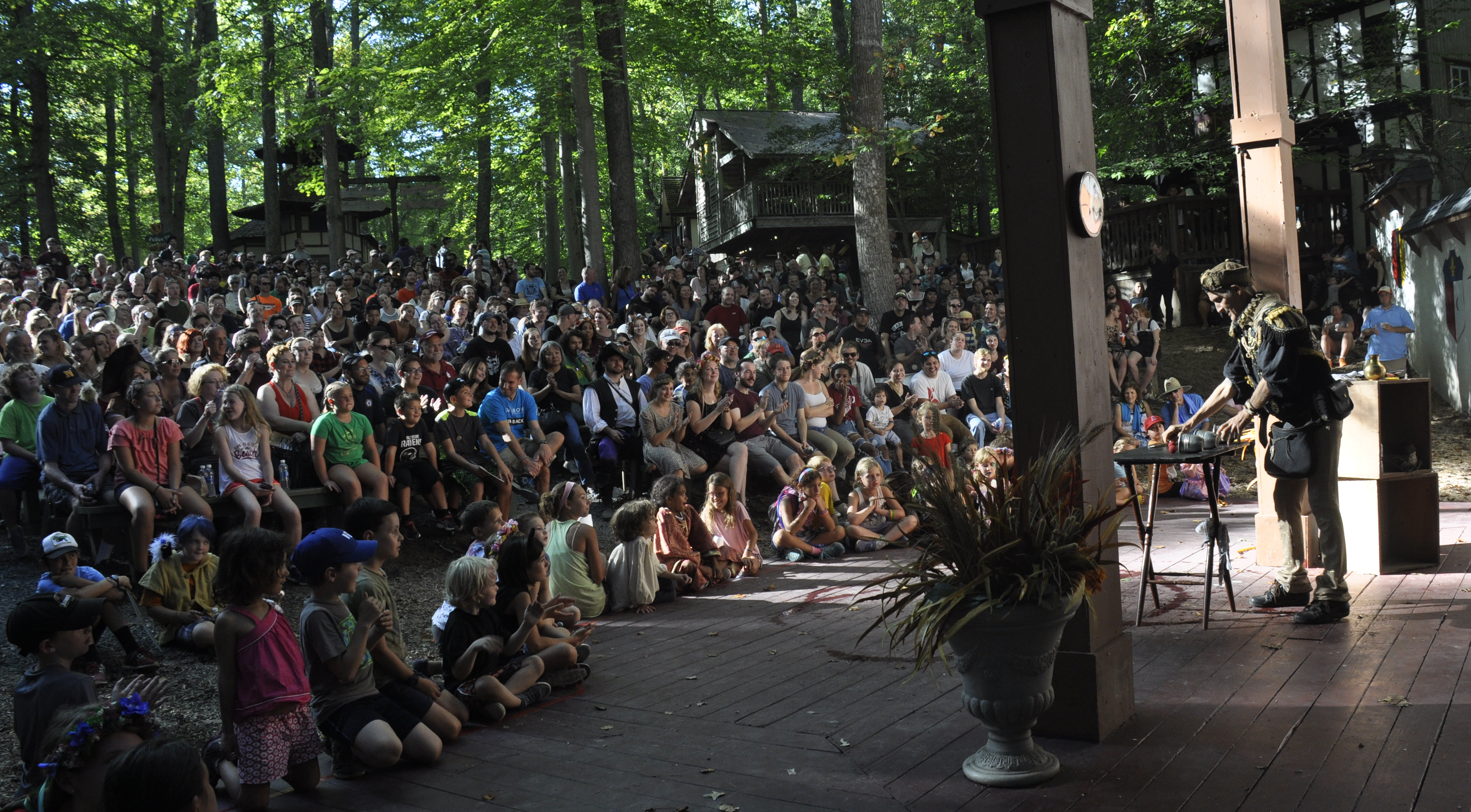
Johnny Fox actuando con tazas y pelotas en el Maryland Renaissance Festival en 2017, pocos meses antes de su muerte.

John Robert Fox (13 de noviembre de 1953 – 17 de diciembre de 2017) fue un tragasables e ilusionista estadounidense.

## Primeros años
Fox nació en Mineápolis, Minesota, y creció en Hartford, Connecticut. Vio un tragasables por primera vez en la Eastern States Exposition en West Springfield, Massachusetts, cuando tenía ocho o nueve años. Más o menos también por entonces, su padre le regaló un libro sobre Harry Houdini que inspiró a Fox para —sustituyéndola por un espagueti- recrear el truco secreto del mago para escapar, consistente en tragar la llave atada con una cuerda y después regurgitarla.

## Carrera
Fox empezó a actuar como mago y comediante mientras trabajaba como camarero en Saint Petersburg, Florida. Aprendió trucos de manos en los años 1970 de Tony Slydini, un mago italiano conocido como "The Master of Misdirection". Con veinte años, Fox actuaba en Boulder, Colorado, cuando supo que su acto había sido robado por otro mago competidor. Esto le animó a empezar a tragar espadas para tener "un acto que la gente no podría copiar fácilmente". Le costó ocho meses dominar la técnica, a pesar de que se hirió en varias ocasiones durante el aprendizaje. Fox estimó en 1999 que era uno de los únicamente veinte tragasables profesionales existentes en los Estados Unidos, notando que había muchos más cuando él empezó.
Fox podía tragar hasta 22 pulgadas (55 cm) de acero. Además de espadas, su acto incluía tragar una cinta métrica retráctil, un destornillador gigante y una espada de neón encendida y conectada a un enchufe. Su acto también incluía comer fuego hasta que descubrió que las sustancias químicas utilizadas en el truco podían dañar el hígado.
Fox apareció en ferias, espectáculos callejeros y locales tales como clubes de comedia, casinos, y convenciones de tatuajes, así como eventos especiales como la fiesta de lanzamiento de un álbum de Aerosmith. Sus apariciones televisivas incluyen el Late Show with David Letterman, un especial en televisión de Jonathan Winters en 1992 y un anuncio publicitario del antiácido Maalox donde tragaba bombillas. Fue presentado en el documental de 2003 Travelling Sideshow Shocked and Amazed de Jeff Krulik.

Fox era el tragasables residente en el Maryland Renaissence Festival anual en Crownsville, y actuó allí desde 1981 hasta 2017. Poco antes de 2017 la sede del festival, el Royal Stage, donde Fox actuaba, fue rebautizada Royal Fox Theatre en su honor. Empezó a actuar en el Sterling Renaissence Festival en Sterling, Nueva York en 1997. Ocasionalmente trabajaba como consultor para otros artistas de neo sideshow y en Coney Island.

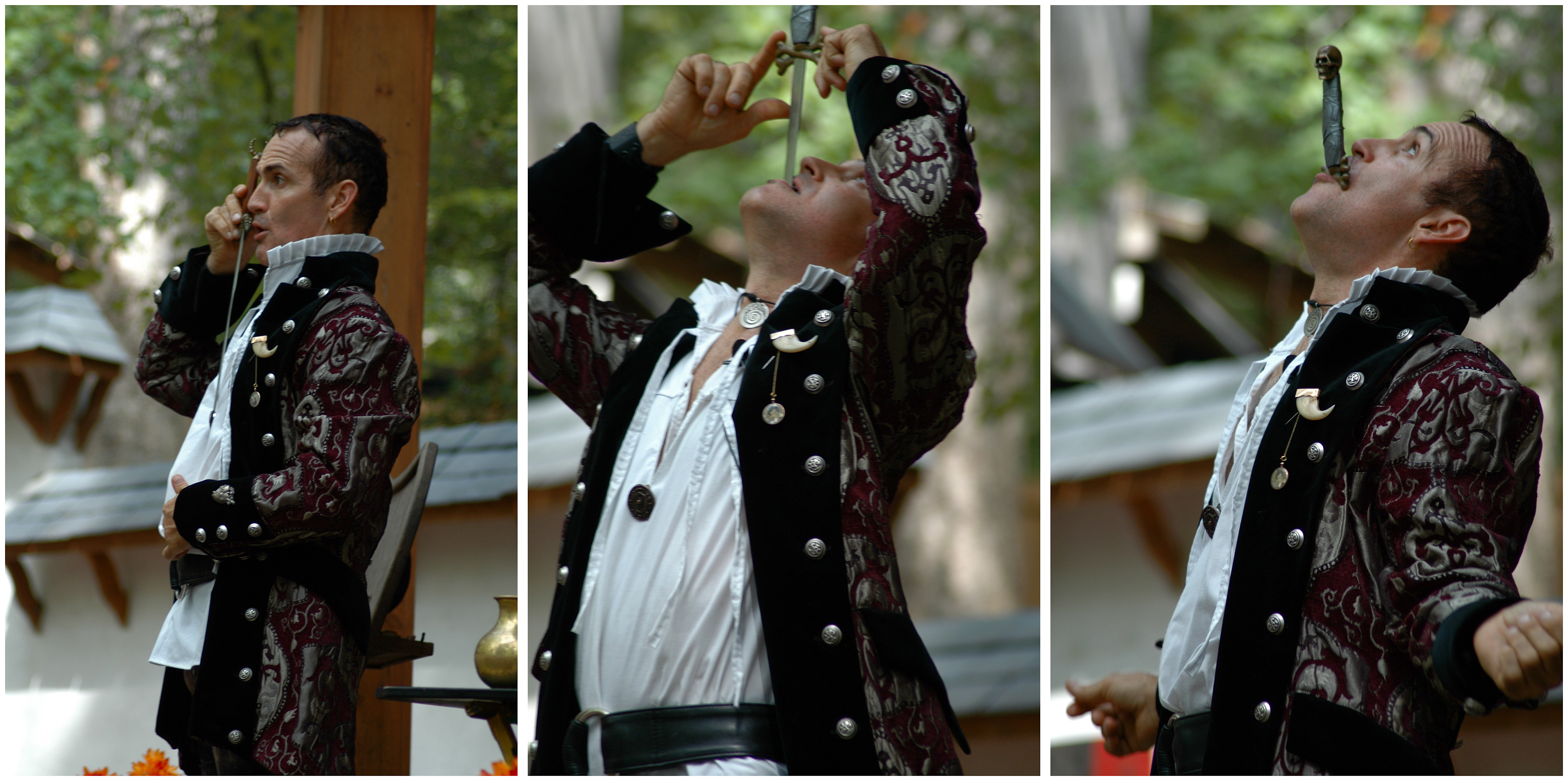
Johnny Fox tragando una espada en el Maryland Renaissence Festival en 2006.
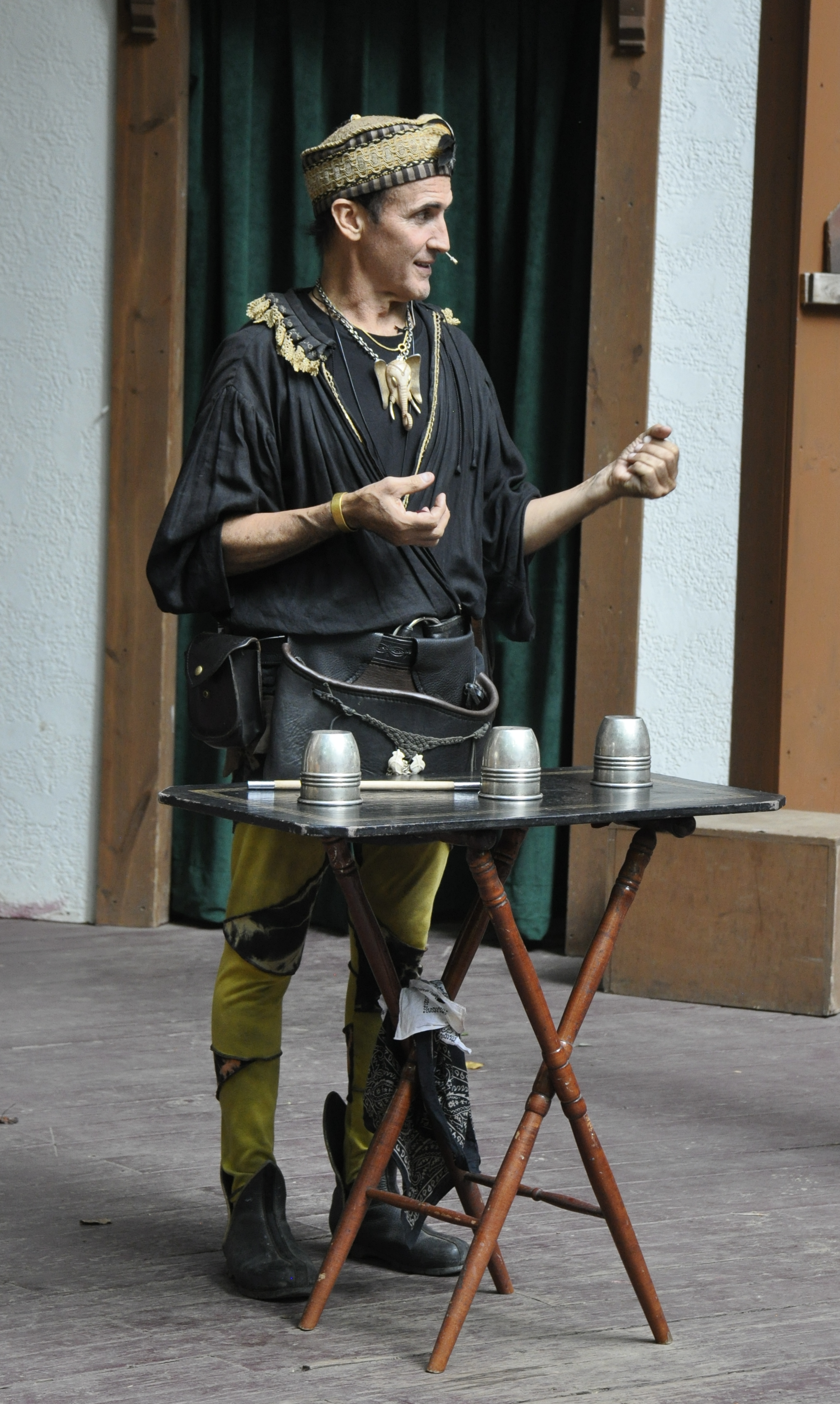
Johnny Fox en la rutina de tazas y pelotas en el Maryland Renaissence Festival en 2016.
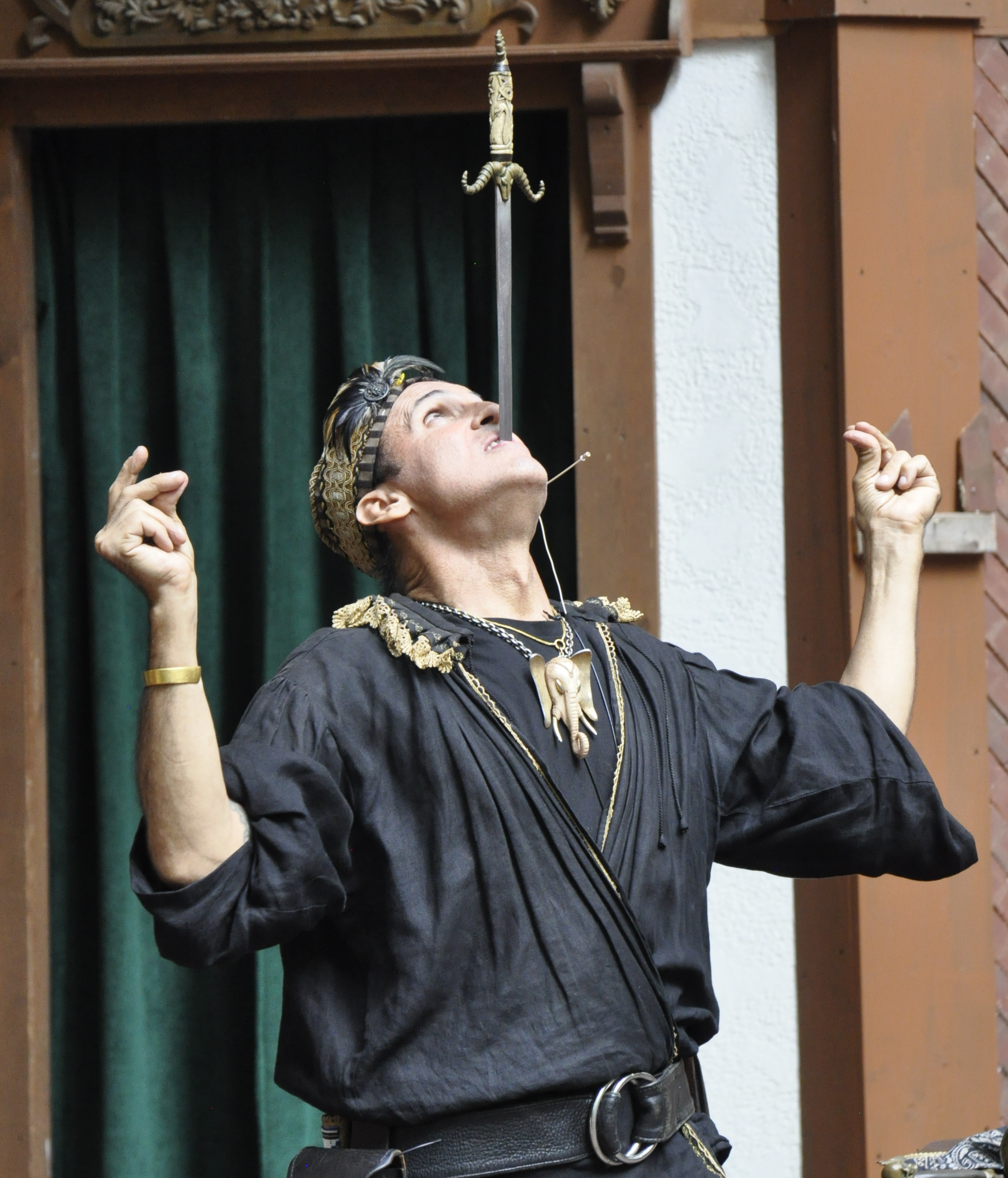
Johnny Fox tragando una espada en el Maryland Renaissence Festival en 2016, antes de su diagnóstico fatal.

## Freakatorium
En junio de 1999, Fox abrió el Freakatorium, El Museo Loco, un museo de curiosidades del espectáculo de rarezas, en el Lower East Side de Manhattan. El escaso número de visitantes y el aumento del alquiler, llevó al cierre del museo en enero de 2005. Fox se había inspirado en parte para abrirlo en sus visitas de la infancia al Hubert Museum y su circo de pulgas en Times Square. Su colección de rarezas incluía colmillos de narval, una petaca de la pata de un elefante, una tortuga con dos cabezas, un chaleco y un bastón del general Tom Thumb, figuras talladas por Charles Tripp o el ojo de cristal de Sammy Davis, Jr..

## Vida personal
Fox tuvo varios matrimonios y divorcios y una hija, Kelly; se casó con su última esposa, Valeria, una bailarina argentina y fotógrafa, mientras montaban sobre elefantes en Annapolis, Maryland, en 2002. Residían en Seymour, Connecticut.

## Enfermedad y muerte

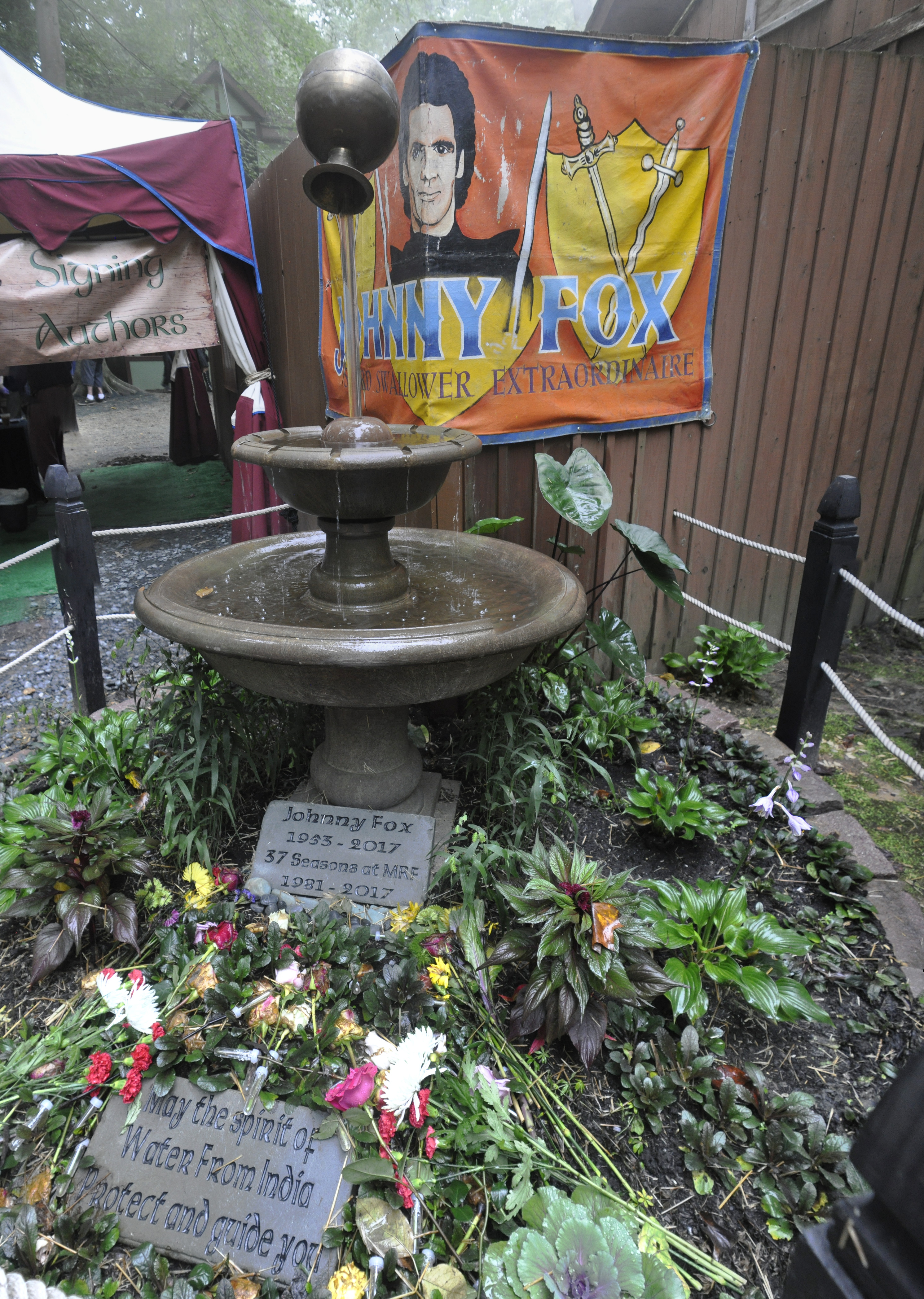
Monumento en memoria de Johnny Fox en el Maryland Renaissence Festival de 2018.

En el otoño de 2016, Fox fue diagnosticado con hepatitis C, cirrosis y tumores hepáticos. En el invierno de 2016, Fox resbaló en hielo negro en su casa en Connecticut lo que combinado con sus problemas de hígado, lo llevó a un coma de varios días.
Después de despertar del coma, recibió tratamiento en un centro de tratamiento del cáncer en Arizona especializado en medicina natural. Se recuperó lo suficiente para regresar a actuar en el Maryland Renaissence Festival para la temporada del otoño de 2017.
Fox murió el domingo, 17 de diciembre de 2017, de cáncer de hígado, a los 64 años.